# Edebäck
Edebäck is een plaats in de gemeente Hagfors in het landschap Värmland en de provincie Värmlands län in Zweden. De plaats heeft 214 inwoners (2005) en een oppervlakte van 128 hectare. In 2010 verloor Edebäck zijn status als tätort (plaats met meer dan 200 inwoners) omdat het bevolkingsaantal onder de 200 was gezakt.

## Transport
De plaats ligt aan de rivier de Klarälven, die hier een S-bocht maakt. De rivier deelt de plaats in tweeën en het deel op de rechteroever wordt Gunnerud genoemd. De riksväg 62 verbindt beide delen.
Tot 1939 had de plaats een station aan de spoorlijn Nordmark–Klarälvens. Edebäck was de eindhalte van een korte aftakking van deze spoorlijn vanaf het gehucht Sjögränd.

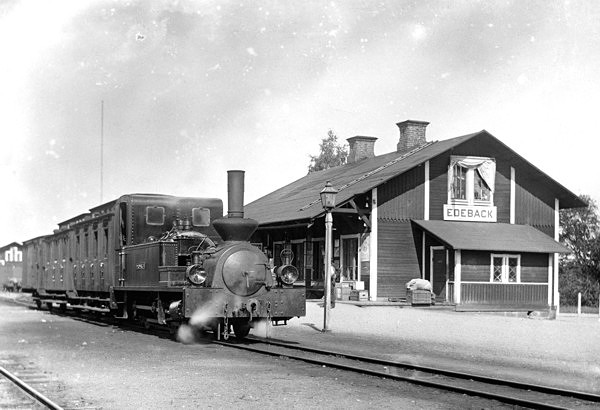
Edebäcks treinstation rond het jaar 1900.